# 台灣錐花
台灣錐花（学名：Gomphostemma callicarpoides），又名紫珠状锥花、紫珠叶千日红、楔冠草，为唇形科楔冠草属下的一个种。多年生草本，株高約60-100cm，葉橢圓至寬卵形。